# Declaración de Potsdam

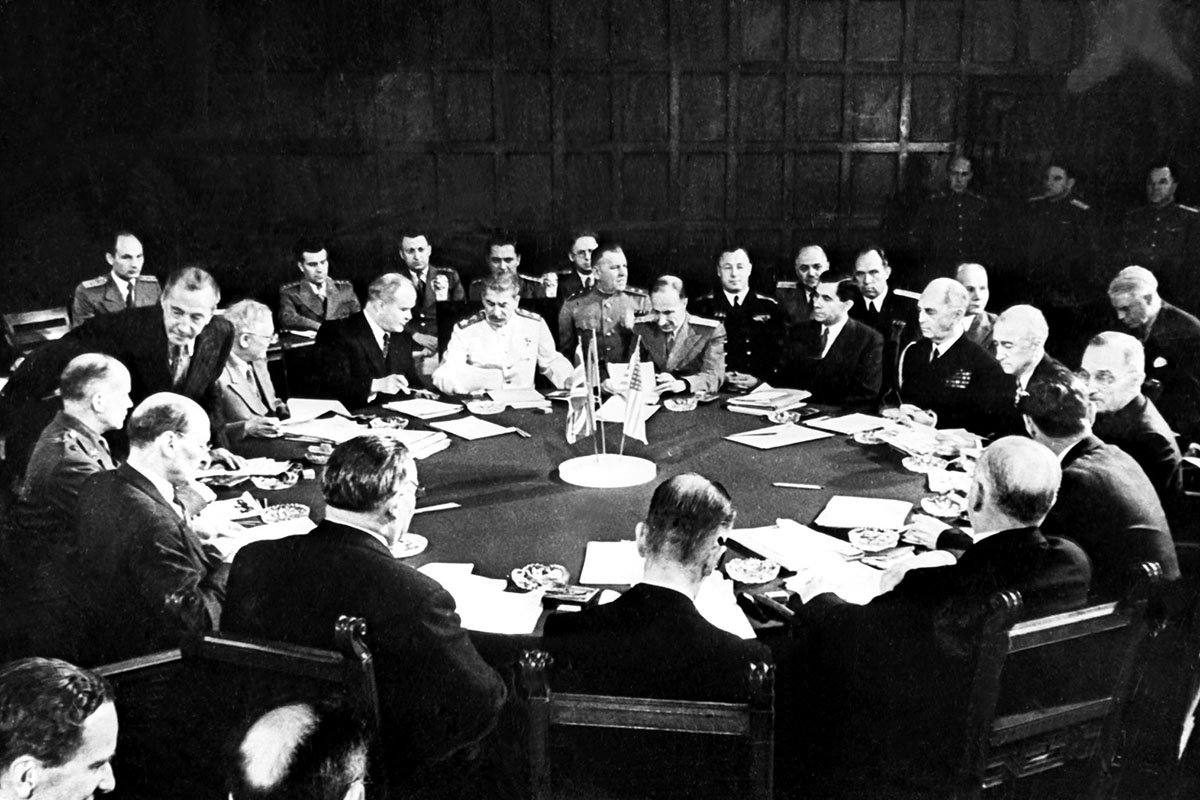
Fotografía de una sesión de la conferencia de Potsdam que incluye a Clement Attlee, Ernest Bevin, Viacheslav Mólotov, Iósif Stalin, William D. Leahy, Joseph E. Davies, James F. Byrnes, y Harry S. Truman.

La Declaración de Potsdam o Proclamación que define los términos para la rendición japonesa fue una declaración publicada el 26 de julio de 1945 por el presidente de los Estados Unidos Harry S. Truman, el primer ministro del Reino Unido Winston Churchill y el presidente de la República de China Chiang Kai-shek, que trataba los términos de la rendición del Imperio del Japón en la Segunda Guerra Mundial, conforme a lo acordado en la conferencia de Potsdam. La declaración estipulaba que si Japón no se rendía, enfrentaría la "pronta y total destrucción".

## Consecuencias
La Declaración de Potsdam y la consideración de adoptarla se produjeron antes de que se utilizaran las armas nucleares. Los términos de la declaración fueron objeto de acalorados debates dentro del gobierno japonés. Al recibir la declaración, el ministro de Asuntos Exteriores Shigenori Tōgō se reunió apresuradamente con el primer ministro Kantarō Suzuki y el secretario del Gabinete Hisatsune Sakomizu. Sakomizu recordó que todos sintieron que la declaración debía ser aceptada. A pesar de simpatizar con la aceptación de los términos, Tōgō sintió que era vago sobre la eventual forma de gobierno de Japón, el desarme y el destino de los criminales de guerra acusados. También tenía todavía la esperanza de que la Unión Soviética aceptara mediar en las negociaciones con los aliados occidentales para obtener aclaraciones y revisiones de los términos de la declaración.
Poco después, Tōgō se reunió con el emperador Hirohito y le aconsejó que tratara la declaración con la máxima cautela, pero que la respuesta debería posponerse hasta que los japoneses recibieran una respuesta de los soviéticos para mediar en la paz. Según el funcionario del Ministerio de Asuntos Exteriores Toshikazu Kase, Hirohito dijo sin dudarlo que «la consideraba [la declaración] aceptable en principio». Mientras tanto, el Consejo Supremo para la Dirección de la Guerra se reunió el mismo día para discutir la declaración. El ministro de Guerra Korechika Anami, el general Yoshijirō Umezu y el almirante Soemu Toyoda se opusieron a aceptar la declaración, argumentaron que los términos eran «demasiado deshonrosos» y aconsejaron al gobierno japonés que la rechazara abiertamente. Suzuki, Tōgō y el almirante Mitsumasa Yonai se inclinaron por aceptarlo, pero coincidieron en que era necesaria una aclaración sobre el estatus del Emperador. Se aceptó la sugerencia de Tōgō de que el gobierno no respondiera hasta recibir la respuesta soviética.